# Богданова, Ирина Александровна
Ирина Александровна Богданова (род. 30 августа 1987, Ангарск, Иркутская область) — российская спортсменка, бронзовый призёр чемпионатов России по вольной борьбе, обладательница Кубка России, мастер спорта России. Родилась и живёт в Ангарске. В 2012-2015 годах была членом сборной команды страны. Выступает за клуб «Минобрнаука» (Ангарск).

## Спортивные результаты
- Чемпионат России по женской борьбе 2014 года — ;
- Кубок России 2014 года — ;
- Кубок России 2012 года — ;
- Чемпионат России по женской борьбе 2012 года — ;
- Чемпионат России по женской борьбе 2010 года — ;
- Чемпионат России по женской борьбе 2009 года — ;